# Château du Gros Chesnay
Le château du Gros-Chesnay est un édifice situé à Fillé, dans la région historique du Maine (département français de la Sarthe), en France. Il bénéficie d'une inscription au titre des monuments historiques.

## Historique
Le château du Gros Chesnay est construit au milieu du XVIe siècle par François Le Boindre (les trois baies centrales en pierre moulurée de Bernay-en-Champagne de la façade orientale et les trois travées centrales de la charpente à chevrons formant fermes datent de cette époque).
Il est rallongé vers 1646 par Jean II Le Boindre, puis transformé et aménagé au milieu du XVIIIe siècle par Jean-Joseph Le Boindre.
Légèrement modifié entre 1852 et 1870 par la famille Ouvrard de Linières, il sera restauré de façon scrupuleuse et authentique à partir de 2007. 
L'édifice est inscrit en totalité au titre des monuments historiques le 2 juin 2003.